# 田捷
田捷（1960年1月—），安徽芜湖人，中国农工民主党党员，中国模式识别专家，北京航空航天大学教授。

## 生平
1982年毕业于安徽师范大学数学系，1987年于西北大学获硕士学位，1993年于中国科学院自动化研究所获博士学位，同年留所工作。1997年任中国科学院自动化研究所研究员。现任北京航空航天大学教授，北航-首医大数据精准医疗高精尖创新中心主任。

## 学术贡献
主要从事医学影像分析与生物特征识别方向的研究工作。发表论文200余篇，获授权国家发明专利60余项。主持973计划项目、国家自然科学基金重大仪器项目、国家杰出青年科学基金等课题多项。先后入选中国科学院“百人计划”、教育部“长江学者奖励计划”特聘教授、国家“百千万人才工程”等。

## 学术兼职
中国自动化学会常务理事兼中国自动化学会模式识别与机器智能专业会员会主任，中国生物物理学会分子影像学专业委员会主任（首届）；《IEEE Trans. Biomedical Engineering》、《 IEEE Journal of Biomedical and Health Informatics》、《自动化学报》、《中华核医学与分子影像杂志》副主编。

## 奖项和荣誉

### 奖项
- 2003年，获国家科技进步二等奖（第一完成人）[6]
- 2004年，获国家科技进步二等奖（第一完成人）[7]
- 2010年，获国家技术发明二等奖（第一完成人）[8]
- 2012年，获国家技术发明二等奖（第一完成人）[9]
- 2012年，获何梁何利基金科学与技术进步奖[10]
- 2017年，获首届“全国创新争先奖”[11]
- 2024年，获“黄家驷生物医学工程奖”科技进步一等奖（第一完成人）[12]

### 荣誉
- 2003年，入选中国十大科技前沿人物[13]
- 2010年，获“全国优秀科技工作者”称号
- 2010年，当选国际电气电子工程师学会会士（IEEE Fellow）[14]
- 2010年，当选中国自动化学会首批会士[15]
- 2011年，入选中国科学院院士增选初步候选人名单[16]
- 2012年，当选国际医学与生物工程院会士（IAMBE Fellow）
- 2013年，入选中国科学院院士增选有效候选人名单[17]
- 2013年，当选国际光电工程学会会士（SPIE Fellow）
- 2014年，当选美国医学与生物工程院会士（AIMBE Fellow）[18]
- 2014年，当选国际模式识别学会会士（IAPR Fellow）
- 2015年，入选中国工程院院士增选进入第二轮评审的候选人[19]
- 2016年，当选美国光学学会会士（OSA Fellow）[20]
- 2018年，当选国际医用磁共振学会会士（ISMRM Fellow）[21]
- 2023年，入选中国工程院院士增选有效候选人名单[22]

## 家庭
- 妻子：王芳，北京电视台主持人[23]
- 女儿：田碗濛[23]